# کبوتر پس‌سرسفید
 کبوتر پس‌سرسفید (نام علمی: Columba albinucha) نام یک گونه از سرده کبوترها است.